# Karl Emil von Schafhäutl
Karl Franz Emil von Schafhäutl (Ingolstadt, 16 de fevereiro de 1803 – Munique, 25 de fevereiro de 1890) foi um naturalista alemão.